# Giorgio Biasini
Giorgio Biasini (fl. XX secolo) è stato un bobbista italiano.

## Biografia
Vinse una medaglia d'oro ai campionati mondiali del 1930 (tenutisi a Caux-sur-Montreux) nel bob a quattro, per la nazionale italiana insieme ai suoi connazionali Franco Zaninetta, Antonio Dorini e Gino Rossi
Superarono la nazionale svizzera (medaglia d'argento) e quella tedesca (medaglia di bronzo).